# Eskilstuna Guif
Der Eskilstuna Guif (ursprünglich GUIF: Godtemplarnas Ungdoms- och Idrottsförening; anschließend IF Guif) ist ein schwedischer Handballklub aus Eskilstuna.
Der Klub wurde 1896 gegründet. Heimspielstätte ist die Eskilstuna Sporthall.
Dreimal spielte die Herrenmannschaft des Eskilstuna Guif im Finale der schwedischen Meisterschaft der Elitserien: 1997 und 2001 verlor man das Finale gegen Redbergslids IK Göteborg und am 6. Mai 2009 in Stockholm gegen Alingsås HK.